# Imperial
Imperial — самостоятельное подразделение в составе Chrysler с 1955 по 1975, а также с 1982 по 1983 годы. Кроме того, марка автомобилей, производившихся этим подразделением.
Все автомобили Imperial были моделями премиум-класса, дорогими, престижными и великолепно укомплектованными. До основания независимой марки Imperial c 1926 по 1954 год, а также с 1990 по 1993 год также существовала модель автомобиля высшего класса Chrysler Imperial.

## 1957—1960
Первый в мире автомобиль, на котором была установлена система круиз-контроля, которая и по сей день активно используется, как и в обычных, так и в элитных автомобилях.

## 1961—1963
Последняя, и наиболее экстравагантная, работа Вирджила Экснера (Virgil Exner) на посту шеф-стилиста Chrysler. Характерной деталью дизайна были отдельно стоящие, как на автомобилях 1930-х годов, фары. Этот элемент стиля был уникален для Imperial этих лет и не вызвал никакого подражания.
Модель 1961 года все ещё имела большие хвостовые плавники и выглядела в целом как автомобиль предыдущего десятилетия. В 1962 году возвышающиеся над поясной линией плавники убрали, заменив на небольшие плоские, с расположенными на их ребре отдельными стоп-сигналами в обтекателях, как на модели 1955 года. В 1963 году стоп-сигналы исчезли, оставив два скромных плавника с плоской вершиной.

## 1964—1966
Дизайн этого поколения был разработан перешедшим из люксового подразделения Ford — Lincoln — Элвудом Энджелом (Elwood Engel), благодаря чему до крайности напоминал энджеловский же Lincoln Continental 1961 года, революционный для своего времени. Едва ли не единственным элементом, унаследованным от предыдущего поколения Imperial, было панорамное лобовое стекло — устаревшее и в общем-то не лучшим образом вписывавшееся в «рубленый» дизайн автомобиля.

## 1967—1968
С точки зрения дизайна произошло лишь сравнительно небольшое обновление стилистической темы предыдущего поколения, обусловленное желанием уйти от слишком прямого копирования облика Lincoln.
Однако технически это была совершенно другая машина — если ранее Imperial строились на полностью отдельной от всех других автомобилей Chrysler Corporation рамной платформе, новое поколение получило несущий кузов, как у массовых моделей фирмы.

## 1969—1971
Imperial этих лет развивали общекорпоративную «фюзеляжную» стилистическую тему. В этом году был сделан шаг в сторону дальнейшей девальвации марки — хотя передний свес автомобилей Imperial был длиннее, чем у автомобилей Chrysler, на несколько дюймов, весь остальной кузов после передних колёсных арок на поверку оказывался абсолютно тем же, что и у массовых моделей.
1971 год был ознаменован печальным для многих поклонников марки событием — хотя Imperial продолжал оставаться отдельным брендом, шильдик на багажнике автомобиля теперь гласил — IMPERIAL by Chrysler. С самого начала самостоятельного существования марки и до этого момента название «материнской» компании на автомобилях Imperial не встречалось. Исчез и фирменный логотип — позолоченный орёл — с капота, заменённый на надпись IMPERIAL.

## 1972—1973
Несмотря на большое внешнее сходство с предыдущим поколением, в 1972 году «Импириэл» получил полностью новое кузовное железо.
 1973 
В 1973 модельном году вступили в действие новые федеральные стандарты США в области безопасности, которые затронули, в частности, и форму бампера, ставшего травмобезопасным. Chrysler Imperial получил большие резиновые вставки спереди и сзади, которые добавили 5,8 дюйма (147 мм) длине автомобиля, что сделало его самым длинным серийным автомобилем в Северной Америке в 1973 году и самым длинным послевоенным автомобилем - нелимузином, длиной в 235.3 дюймов (5,977 мм). 1973 был в целом хорошим годом для автомобильной промышленности США, в 1973 году были построены и проданы 16 729 Chrysler Imperial. Два седана Chrysler Imperial Le Baron были приобретены Секретной службой США, которая затем передал их в компанию Hess and Eisenhardt, которая перестроила их в лимузины для обслуживания президента США. Обе машины находились в президентском гараже до конца 1981 года и использовались, в частности, в президентской инаугурации Рональда Рейгана в январе 1981 года.
|                                                                     |                                                             |                                                                      |                                                                      |                                                                  |
| Chrysler Imperial Le Baron 1973 модельного года - вид спереди слева | Chrysler Imperial Le Baron 1973 модельного года - вид сбоку | Chrysler Imperial Le Baron 1973 модельного года - вид спереди справа | Интерьер салона 1973 Chrysler Imperial Le Baron 1973 модельного года | Приборная панель Chrysler Imperial Le Baron 1973 модельного года |

## 1974—1975
Вложившись к 1974 модельному году в масштабный рестайлинг своих флагманских автомобилей, Chrysler не получил существенного оживления интереса к марке Imperial, что привело к прекращению производства автомобилей под ней по прошестии двух полных модельных годов.
Тем не менее, собиравшаяся в том же самом кузове топовая модель Chrysler 1976—1978 годов — New Yorker Brougham — по сути была полным аналогом Imperial предыдущих двух лет, за исключением отсутствия шильдиков этой марки. Базовая комплектация при этом была немного снижена, но большинство покупателей всё равно заказывали исключённые из неё элементы как дополнительное оборудование. Поэтому топовые Chrysler тех лет среди фанатов марки Imperial считаются своего рода «неофициальным продолжением» этой серии.

## 1981—1983
Кратковременная и неудачная попытка возродить громкое имя. Imperial этих лет представляли собой сравнительно компактное люксовое купе, нацеленное против аналогичных двухдверок серии Lincoln Mark.